# طلائع اللاسلطوية
عبر كل من الأفراد والجماعات عن بعض مبادئ اللاسلطوية في حياتهم وكتاباتهم حتى قبل ظهور اللاسلطوية كفلسفة سياسية معادية للسلطوية في القرن التاسع عشر.

## العصور القديمة
تميزت أطول فترة سبقت التاريخ المسجل للمجتمع البشري بعدم وجود طبقة منفصلة من السلطة الراسخة أو المؤسسات السياسية الرسمية، وعاش البشر لآلاف السنين في مجتمعات تتمتع بالحكم الذاتي دون طبقة حاكمة أو سياسية خاصة قبل وقت طويل من ظهور اللاسلطوية كمنظور متفرد. ولم تُصاغ الأفكار اللاسلطوية كرد فعل نقدي رافض للمؤسسات السياسية القسرية والعلاقات الاجتماعية الهرمية إلا بعد ظهور المجتمعات الهرمية.

### الصين القديمة
اعتمد بعض اللاسلطويين الطاوية، التي نشأت في الصين القديمة، كمصدر للمواقف اللاسلطوية. استندت فلسفة الحكيمان الطاويان لاوتزه وجوانغ زي إلى حد ما على موقف «مناهض للنظام السياسي» ورفضا أي نوع من المشاركة في الحركات أو المنظمات السياسية وطورا فلسفة «اللاحكم» في كتاب داوديجنغ وكتب جوانغ زي؛ عاش العديد من الطاويين نتيجةً لذلك وفق أسلوب حياة لاسلطوي. هناك جدل مستمر حول ما إذا نادت اللاسلطوية بعدم تسلّم الحكام لمقاليد الحكم في البلدان. ظهر جيل جديد من المفكرين الطاويين ذوي الميول اللاسلطوية خلال فترة وي جين اللاسلطوية. كانت المبادئ الطاوية أقرب إلى اللاسلطوية الفلسفية، في محاولة لنزع شرعية الدولة والتشكيك في قيمها الأخلاقية. كانت الطاوية والطاوية الجديدة مدارس فكرية مسالمة، على عكس العديد من نظرائهما من المدارس اللاسلطوية الغربية التي ظهرت بعدها بعدة قرون.

### اليونان القديمة
تم التعبير عن بعض المعتقدات والأفكار العميقة للاسلطويين المعاصرين لأول مرة في اليونان القديمة، حين ظهر أول استخدام سياسي معروف لكلمة «لاسلطوي» (Anarchy) في مسرحية سيفن أغينست ثيبس التي كتبها إسخيلوس بتاريخ 467 قبل الميلاد؛ ترفض أنتيجون، في المسرحية، علانيةً الالتزام بمرسوم الحكام بترك جثة شقيقها بولينيز دون دفن كعقاب لمشاركته في الهجوم على ثيفا. استخدم سوفوكليس نفس الموضوع بعد 50 عامًا، في تراجيديا أنتيغون، حيث تتحدى البطلة النظام السائد في ثيفا، في صراع مباشر مع السلطة القائمة في المدينة.
شهدت اليونان القديمة أيضًا أول مثال غربي للمثل الفلسفية اللاسلطوية، بما في ذلك تلك الخاصة بالكلبيين والرواقيين. من المفترض أن كل من ديوجانس الكلبي وأقراطس الطيبي قد دافعا عن الأشكال اللاسلطوية للمجتمع، على الرغم من أنه لم يتبق سوى القليل من كتاباتهما. كان النهج المتطرف لكل من القانون والطبيعة من أهم مساهماتهما في هذه الفلسفة. رفض الكلبيون القانون خلافًا للفلسفة اليونانية، التي هدفت إلى الموازنة بين القانون والطبيعة، ما يعني أنهم رفضوا كل أشكال السلطات والتسلسل الهرمي والمؤسسات والقانون الأخلاقي لبوليس، أثناء الترويج لأسلوب حياة قائم على الطبيعة فقط. وصف زينون الرواقي، مؤسس الرواقية الذي تأثر كثيرًا بالكلبيين، رؤيته لمجتمع طوباوي قائم على المساواة نحو 300 قبل الميلاد. ودعا إلى جمهورية زينو التي نادت بالشكل اللاسلطوي للمجتمع الذي لا توجد فيه حاجة لهياكل الدولة، وجادل بأنه على الرغم من أن الغريزة الضرورية للحفاظ على الذات تقود البشر إلى الأنانية، إلا أن الطبيعة وازنت غريزة الإنسان هذه بأخرى، هي غريزة التنشئة الاجتماعية. مثل العديد من اللاسلطويين المعاصرين، اعتقد زينون أنه إذا اتبع الناس غرائزهم، فلن يحتاجوا إلى محاكم قانونية أو شرطة، ولا معابد ولا عبادة عامة ولن يستخدموا المال، بل سيعتمدون على الاقتصاد المجاني بدلًا من التبادلات.
شكك سقراط، بما ينسجم مع اللاسلطوية، باستمرار في السلطة وركز فلسفته على حق كل إنسان في حرية الوعي. ادعى أريستبوس، تلميذ سقراط ومؤسس مذهب اللذة، أنه لا يرغب بأن يحكم أو يُحكم، كما أنه رأى في الدولة خطرًا على الاستقلال الشخصي. لم يكن في اليونان القديمة ميول لاسلطوية؛ على الرغم من ذلك، استخدم فلاسفة آخرون مثل أفلاطون وأرسطو مصطلح اللاسلطوية بشكل سلبي تمامًا كالديمقراطية التي لم يثقوا بها باعتبارها ضعيفةً بطبيعتها وعرضةً لأن تدهور بمجرد وصول طاغية إلى الحكم.

## العصور الوسطى

### آسيا في العصور الوسطى
دعا مزدك، وهو نبي ومهرطق زرادشتي من بلاد فارس في العصور الوسطى يُعتبر اليوم اشتراكيًا بدائيًا، إلى الحب الحر وإلغاء الملكية الخاصة والإطاحة بالملك.  لقد رأى في المشاركة واجبًا دينيًا وأنه لا ينبغي لأحد أن يكون لديه أكثر من غيره، على الرغم من أن المصادر تتعارض فيما إذا كان يدعو إلى المشاعية أو إعادة توزيع الدخل والثروة. وادّعى أيضًا أنه أخذ الأراضي والممتلكات والنساء والعبيد من الأغنياء وقدمها إلى الفقراء. قُتل هو والآلاف من أتباعه في عام 582 م، لكن تعاليمه استمرت في التأثير على الطوائف الإسلامية في القرون التالية.
تطور شكل لاهوتي عن الإسلام اللاسلطوي في البصرة وبغداد بين المعتزلة والخوارج النجدات. لم يكن هذا الاتجاه الإسلامي شيوعيًا أو قائمًا على المساواة، كما انه لا يشبه المفاهيم الحالية للاسلطوية، لكنه نادى بأن الدولة ضارة وغير شرعية أو أخلاقية أو حتى ضرورية.

### أوروبا العصور الوسطى
طغت المسيحية على جميع جوانب الحياة في أوروبا. كان إخوة الروح الحرة أبرز مثال على الإيمان الهرطوقي الذي كان يميل إلى اللاسلطوية الغامضة. كانت مشاعرهم مناهضة للكتاب المقدس وآمنوا بالحرية الكاملة. كان للحركة تأثير اجتماعي عليهم على الرغم من أن معظم أفكارهم كانت فردية، حيث أثرت على أعمال الشغب والتمرد في أوروبا لسنوات عديدة. شملت الحركات الدينية اللاسلطوية الأخرى في أوروبا خلال العصور الوسطى الهوسيين والآدميت، وأتباع تجديدية العماد المبكرين.

## العصر الحديث المبكر
وصف مؤرخ القرن العشرين جيمس جول التاريخ اللاسلطوية على أنها قائم على أساسين متعارضين؛ الأول هو الحركات الدينية المتعصبة والاستسقائية في العصور الوسطى التي رفضت المؤسسات والقوانين ونظام الحكم القائم؛ أما الثاني فهو نظريات القرن الثامن عشر القائمة على العقلانية والمنطق. وفقًا لجول، اندمج هذان التياران فيما بعد لتشكيل حركة متناقضة ولكن ذات شعبية كبيرة، عُرفت باللاسلطوية.